# Christian Bale

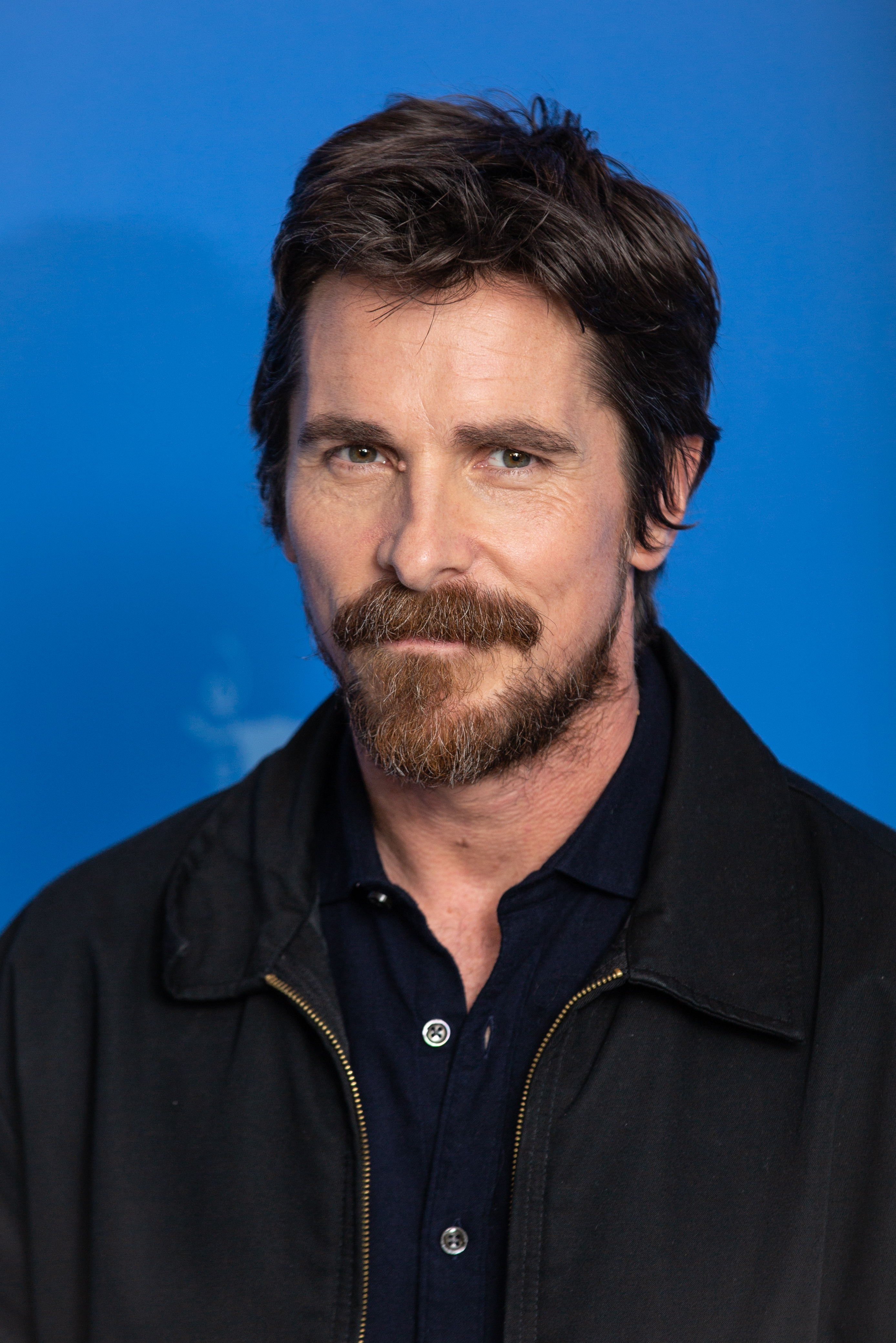
Christian Bale auf der Berlinale 2019

Christian Charles Phillip Bale (* 30. Januar 1974 in Haverfordwest, Pembrokeshire, Wales) ist ein britisch-US-amerikanischer Schauspieler. 2011 erhielt er den Oscar und den Golden Globe als bester Nebendarsteller in The Fighter. Im Rahmen der Golden Globe Awards 2019 erhielt er für seine Verkörperung von Dick Cheney in Adam McKays Politsatire Vice – Der zweite Mann den Golden Globe als Bester Hauptdarsteller in einer Komödie.

## Leben

### Jugend
Sein Vater, der Unternehmer und Aktivist David Bale (1941–2003), stammt aus Südafrika, seine Mutter Jenny James aus England. Er hat eine ältere Halbschwester und zwei Schwestern. Die Familie lebte unter anderem in Wales, England und Portugal. Seine Schulausbildung brach Bale mit sechzehn Jahren ab. 1991 ließen sich seine Eltern scheiden. Während seine Mutter mit seinen Schwestern in England blieb, zog Bale im Alter von siebzehn Jahren mit seinem Vater nach Los Angeles, Kalifornien.

### Karriere

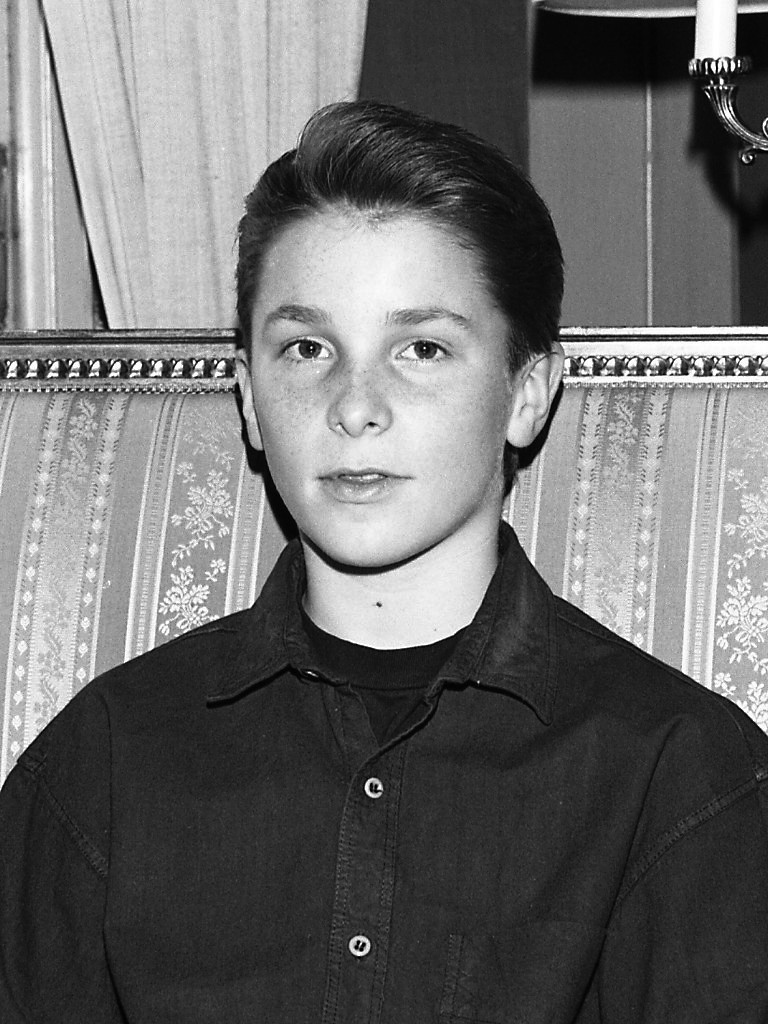
Christian Bale (1988)

Schon früh kam Christian Bale mit Film und Fernsehen in Verbindung. So war er im Jahr 1983 in verschiedenen Werbespots (unter anderem für Pac-Man) im britischen Fernsehen zu sehen. Seine erste bedeutende Rolle hatte er im Jahr 1986 in der Fernsehverfilmung Anastasia. In dem Kinderfilm Mio, mein Mio bekam er seine zweite Hauptrolle. 1987 wurde er von Steven Spielberg für die Rolle der jugendlichen Hauptfigur in dem Film Das Reich der Sonne ausgewählt. Der Film Swing Kids von Thomas Carter, in dem er fünf Jahre später mitwirkte, war ein Misserfolg. Für die Rolle in diesem Film sowie in dem 1992er Film Die Zeitungsjungen trainierte er zehn Wochen Tanz und Martial Arts. Auf Empfehlung von Winona Ryder wurde er 1994 für eine Rolle in Betty und ihre Schwestern ausgewählt, und zwei Jahre später erhielt Bale eine Rolle neben Nicole Kidman in Portrait of a Lady von Jane Campion.
In Velvet Goldmine war er ein Reporter, den seine Arbeit zwang, sich an all das zu erinnern, was er vergessen wollte. In Ein Sommernachtstraum spielte er den Demetrius. Für seine Darstellung des Psychopathen Patrick Bateman in American Psycho gewann er 2001 den Chlotrudis Award. In den folgenden Jahren war Bale unter anderem in Equilibrium zu sehen. 2004 überraschte er in dem Film The Machinist, in dem er einen abgemagerten Fabrikarbeiter spielte. Für diese Rolle nahm Bale fast 30 Kilogramm ab. Um die Rolle des Batman in Christopher Nolans Comicverfilmung Batman Begins von 2005 zu bekommen, musste er wieder zunehmen. Deshalb war er gezwungen, sich ein halbes Jahr lang mit hartem körperlichen Training genug Muskelmasse anzutrainieren, um den Comic-Helden auf der Leinwand glaubhaft verkörpern zu können.
Im Jahr 2006 spielte er in Werner Herzogs Film Rescue Dawn den deutsch-amerikanischen Kampfpiloten Dieter Dengler, der während des Vietnamkrieges über Laos abgeschossen wurde und unter Lebensgefahr aus einem Kriegsgefangenenlager der Pathet Lao floh.
2007 spielte er Bob Dylan in I’m Not There. Im selben Jahr drehte er den Western Todeszug nach Yuma. Im Jahr 2008 war er erneut als Batman in der außerordentlich erfolgreichen Comicverfilmung The Dark Knight zu sehen, die eine Fortsetzung  von Batman Begins darstellte.
2009 spielte er John Connor in Terminator: Die Erlösung, dem vierten Teil der Terminator-Reihe. Bale hat einen Vertrag für zwei weitere Terminator-Filme unterschrieben. Im Februar 2009 wurde im Internet ein Audiomitschnitt veröffentlicht, auf dem zu hören ist, wie Bale auf dem Set von Terminator: Die Erlösung einen Wutanfall bekommt: Kameramann Shane Hurlbut hatte bei einer Szene Probleme mit dem Licht, woraufhin Bale die Beherrschung verlor und den Mann minutenlang anbrüllte, ihn grob beleidigte und damit drohte, nicht mehr am Set zu erscheinen, bis der Techniker entlassen werde. Bale entschuldigte sich öffentlich für seine Reaktion, die er als völlig übertrieben bezeichnete.
2009 übernahm Bale die Rolle des FBI-Agenten Melvin Purvis in Public Enemies als Gegenspieler des durch Johnny Depp verkörperten John Dillinger.
In David O. Russells Boxerdrama The Fighter schlüpfte Bale 2010 an der Seite von Titelheld Mark Wahlberg (als Micky Ward) in die Rolle des Boxers und Trainers Dicky Eklund. Dies brachte ihm zahlreiche Filmpreise ein, darunter den Golden Globe Award als Bester Nebendarsteller und seinen ersten Oscar in der gleichen Kategorie.
Bale, der einen Vertrag für drei Batman-Filme unterschrieb, verkörperte 2012 in The Dark Knight Rises die Hauptfigur Bruce Wayne alias Batman zum letzten Mal. Der Film wurde ebenfalls ein großer Kassenschlager.
Unabhängig vom Studio besuchte Bale am 24. Juli 2012 die Opfer der Schießerei von Aurora im Swedish Medical Center in Englewood, Colorado.
Im Dezember 2018 kam die Filmbiografie Vice – Der zweite Mann über den US-Vizepräsidenten Dick Cheney in die US-amerikanischen Kinos. Für die Darstellung der titelgebenden Person wurde Bale unter anderem mit einem Golden Globe Award in der Kategorie Bester Hauptdarsteller – Komödie oder Musical ausgezeichnet. 2019 verkörperte er den britischen Autorennfahrer Ken Miles im Film Le Mans 66 – Gegen jede Chance. Für seine Darstellung wurde er erneut für einen Golden Globe Award in der Kategorie Bester Hauptdarsteller – Drama nominiert.

### Privat

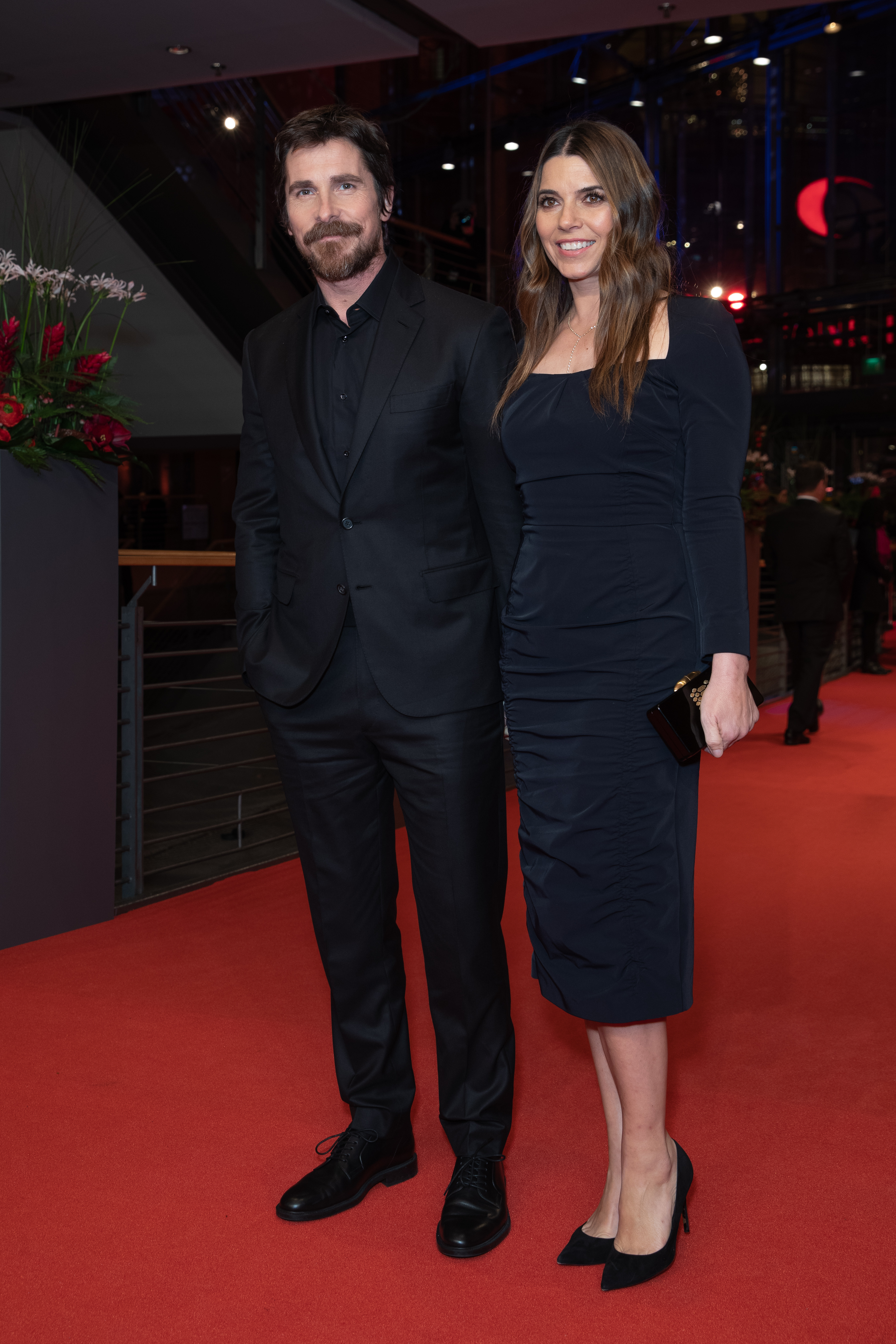
Bale mit seiner Ehefrau Sibi Blažić auf der Berlinale 2019

Seit dem Jahr 2000 ist Bale mit dem ehemaligen Model und Make-Up-Artist Sibi Blažić verheiratet. Das Paar hat zwei gemeinsame Kinder: eine Tochter, die 2005 im kalifornischen Santa Monica geboren wurde, und einen Sohn, der im August 2014 zur Welt kam. Seit 2014 besitzt Bale neben der britischen auch die US-amerikanische Staatsbürgerschaft.
Bales Stiefmutter ist die US-amerikanische Feministin, Journalistin und Frauenrechtlerin Gloria Steinem. Christian Bale ist ein aktiver Unterstützer von umweltschützenden Organisationen wie Sea Shepherd, Greenpeace, World Wide Fund for Nature und dem Dian Fossey Gorilla Fund.

## Filmografie
- 1986: Heart of the Country (Fernsehvierteiler)
- 1986: Anastasia (Anastasia: The Mystery of Anna, Fernsehfilm)
- 1987: Mio, mein Mio (Mio min Mio!)
- 1987: Das Reich der Sonne (Empire of the Sun)
- 1989: Henry V. (Henry V)
- 1990: Die Schatzinsel (Treasure Island, Fernsehfilm)
- 1991: Blood Drips Heavily on Newsies Square (Kurzfilm)
- 1991: Der Mörder mit den Silberflügeln (A Murder of Quality, Fernsehfilm)
- 1992: Newsies – Die Zeitungsjungen (Newsies)
- 1993: Swing Kids
- 1994: Hamlet – Der Prinz von Jütland (Prince of Jutland)
- 1994: Betty und ihre Schwestern (Little Women)
- 1995: Pocahontas (Stimme für Thomas)
- 1996: Portrait of a Lady (The Portrait of a Lady)
- 1996: Der Geheimagent (The Secret Agent)
- 1997: Metroland
- 1998: Velvet Goldmine
- 1998: All the Little Animals
- 1999: Ein Sommernachtstraum (A Midsummer Night’s Dream)
- 1999: Maria – Die heilige Mutter Gottes (Mary, Mother of Jesus, Fernsehfilm)
- 2000: American Psycho
- 2000: Shaft – Noch Fragen? (Shaft)
- 2001: Corellis Mandoline (Captain Corelli’s Mandolin)
- 2002: Laurel Canyon
- 2002: Die Herrschaft des Feuers (Reign of Fire)
- 2002: Equilibrium
- 2004: Das wandelnde Schloss (Howl's Moving Castle, Stimme)
- 2004: Der Maschinist (The Machinist)
- 2005: Batman Begins
- 2005: The New World
- 2005: Harsh Times – Leben am Limit (Harsh Times)
- 2006: Rescue Dawn
- 2006: Prestige – Die Meister der Magie (The Prestige)
- 2007: I’m Not There
- 2007: Todeszug nach Yuma (3:10 to Yuma)
- 2008: The Dark Knight
- 2009: Terminator: Die Erlösung (Terminator Salvation)
- 2009: Public Enemies
- 2010: The Fighter
- 2011: The Flowers of War (Jin líng shí san chai)
- 2012: The Dark Knight Rises
- 2013: Auge um Auge (Out of the Furnace)
- 2013: American Hustle
- 2014: Exodus: Götter und Könige (Exodus: Gods and Kings)
- 2015: Knight of Cups
- 2015: The Big Short
- 2016: The Promise
- 2017: Feinde – Hostiles (Hostiles)
- 2018: Mogli: Legende des Dschungels (Mowgli: Legend of the Jungle) (Stimme)
- 2018: Vice – Der zweite Mann (Vice)
- 2019: Le Mans 66 – Gegen jede Chance (Ford v. Ferrari)
- 2022: Thor: Love and Thunder
- 2022: Amsterdam
- 2022: Der denkwürdige Fall des Mr Poe (The Pale Blue Eye)
- 2023: Der Junge und der Reiher (The Boy and the Heron) (Stimme)

## Synchronisation
- Seit Velvet Goldmine aus dem Jahr 1998 ist David Nathan seine deutsche Standardsynchronstimme.[9]
- In Die Herrschaft des Feuers wird Bale von Patrick Winczewski synchronisiert.
- In dem Film Public Enemies aus dem Jahr 2009 spielt er an der Seite von Johnny Depp, der ebenfalls von David Nathan synchronisiert wird. Da nicht beide Schauspieler dieselbe Stimme haben konnten, wurde Christian Bale von Sascha Rotermund synchronisiert.

## Auszeichnungen
| Jahr | Award                                              | Kategorie | Film                                           | Ergebnis  |
| ---- | -------------------------------------------------- | --- | ---------------------------------------------- | --------- |
| 1987 | NBR Award                                          | Bester Jugendschauspieler | Das Reich der Sonne                            | Gewonnen  |
| 1989 | Young Artist Award                                 | Bester Nachwuchsdarsteller – Drama | Das Reich der Sonne                            | Gewonnen  |
| 2001 | Chlotrudis Award                                   | Bester Hauptdarsteller | American Psycho                                | Gewonnen  |
| 2001 | Empire Award                                       | Bester Hauptdarsteller | American Psycho                                | Nominiert |
| 2001 | London Critics’ Circle                             | Bester britischer Schauspieler des Jahres | American Psycho                                | Nominiert |
| 2001 | OFCS Award                                         | Bester Hauptdarsteller | American Psycho                                | Nominiert |
| 2004 | CIFF                                               | Bester Hauptdarsteller | The Machinist                                  | Gewonnen  |
| 2005 | Irish Film and Television Award                    | Bester Hauptdarsteller (International) | Batman Begins                                  | Nominiert |
| 2005 | Europäischer Filmpreis                             | Bester Hauptdarsteller | The Machinist                                  | Nominiert |
| 2005 | Saturn Award                                       | Bester Hauptdarsteller | The Machinist                                  | Nominiert |
| 2006 | London Critics Circle                              | Bester britischer Schauspieler | The Machinist                                  | Nominiert |
| 2006 | MTV Movie Awards                                   | Bester Filmheld | Batman Begins                                  | Gewonnen  |
| 2006 | Empire Award                                       | Bester Hauptdarsteller | Batman Begins                                  | Nominiert |
| 2006 | Saturn Award                                       | Bester Hauptdarsteller | Batman Begins                                  | Gewonnen  |
| 2006 | Scream Award                                       | Bester Superheld | Batman Begins                                  | Nominiert |
| 2006 | Scream Award                                       | Beste schauspielerische Leistung | Batman Begins                                  | Nominiert |
| 2007 | Empire Award                                       | Bester Hauptdarsteller | Prestige – Die Meister der Magie               | Nominiert |
| 2007 | San Diego Film Critics Society Awards              | Special Award | Todeszug nach Yuma, I’m Not There, Rescue Dawn | Gewonnen  |
| 2007 | Satellite Awards                                   | Bester Hauptdarsteller (Drama) | Rescue Dawn                                    | Nominiert |
| 2008 | London Film Critics’ Circle Awards                 | Bester britischer Schauspieler des Jahres | Todeszug nach Yuma                             | Nominiert |
| 2008 | Independent Spirit Awards 2008                     | Robert Altman Award (mit Todd Haynes, Laura Rosenthal, Cate Blanchett, Richard Gere, Heath Ledger, Ben Whishaw, Marcus Carl Franklin, Bruce Greenwood, Charlotte Gainsbourg)                     | I’m Not There                                  | Gewonnen  |
| 2008 | Scream Award                                       | Bester Superheld | The Dark Knight                                | Gewonnen  |
| 2008 | Scream Award                                       | Bester Fantasy-Darsteller | The Dark Knight                                | Nominiert |
| 2008 | National Movie Awards                              | Bester Schauspieler | The Dark Knight                                | Nominiert |
| 2009 | Empire Award                                       | Bester Hauptdarsteller | The Dark Knight                                | Gewonnen  |
| 2009 | People’s Choice Award                              | Lieblings Superheld | The Dark Knight                                | Gewonnen  |
| 2009 | People’s Choice Award                              | Lieblings Action Hauptdarsteller | The Dark Knight                                | Nominiert |
| 2009 | People’s Choice Award                              | Lieblingshauptdarsteller | The Dark Knight                                | Nominiert |
| 2009 | People’s Choice Award                              | Lieblingsteam (mit Heath Ledger) | The Dark Knight                                | Nominiert |
| 2009 | People’s Choice Award                              | Lieblingsensemble (mit Heath Ledger, Gary Oldman, Michael Caine, Morgan Freeman, Aaron Eckhart, Maggie Gyllenhaal)                                                                               | The Dark Knight                                | Nominiert |
| 2009 | Critics’ Choice Movie Award                        | Bestes Schauspielensemble (mit Heath Ledger, Gary Oldman, Michael Caine, Morgan Freeman, Aaron Eckhart, Maggie Gyllenhaal)                                                                       | The Dark Knight                                | Nominiert |
| 2009 | Empire Award                                       | Bester Sci-Fi/Fantasy/Superhero | The Dark Knight                                | Nominiert |
| 2009 | Saturn Award                                       | Bester Hauptdarsteller | The Dark Knight                                | Nominiert |
| 2009 | MTV Movie Awards                                   | Bester Schauspieler | The Dark Knight                                | Nominiert |
| 2009 | MTV Movie Awards                                   | Bester Kampf (mit Heath Ledger) | The Dark Knight                                | Nominiert |
| 2009 | Teen Choice Awards                                 | Bester Darsteller – Action/Abenteuer | Terminator: Die Erlösung                       | Nominiert |
| 2010 | Southeastern Film Critics Association Awards       | Bester Nebendarsteller | The Fighter                                    | 2. Platz  |
| 2010 | National Board of Review Award                     | Bester Nebendarsteller | The Fighter                                    | Gewonnen  |
| 2010 | Dallas/Fort Worth Film Critics Association Awards  | Bester Nebendarsteller | The Fighter                                    | Gewonnen  |
| 2010 | Florida Film Critics Circle Awards                 | Bester Nebendarsteller | The Fighter                                    | Gewonnen  |
| 2010 | Chicago Film Critics Association Awards            | Bester Nebendarsteller | The Fighter                                    | Gewonnen  |
| 2010 | Las Vegas Film Critics Society Awards              | Bester Nebendarsteller | The Fighter                                    | Gewonnen  |
| 2010 | Phoenix Film Critics Society Awards                | Bester Nebendarsteller | The Fighter                                    | Gewonnen  |
| 2010 | San Diego Film Critics Society Awards              | Bestes Schauspielensemble (mit Mark Wahlberg, Jack McGee, Amy Adams, Melissa Leo) | The Fighter                                    | Nominiert |
| 2010 | San Diego Film Critics Society Awards              | Bester Nebendarsteller | The Fighter                                    | Nominiert |
| 2010 | Washington DC Area Film Critics Association Awards | Bester Nebendarsteller | The Fighter                                    | Gewonnen  |
| 2010 | Washington DC Area Film Critics Association Awards | Bestes Schauspielensemble (mit Mark Wahlberg, Jack McGee, Amy Adams, Melissa Leo) | The Fighter                                    | Nominiert |
| 2010 | Satellite Awards                                   | Bester Nebendarsteller | The Fighter                                    | Gewonnen  |
| 2011 | National Society of Film Critics Awards            | Bester Nebendarsteller | The Fighter                                    | 2. Platz  |
| 2011 | Golden Globe Award                                 | Bester Nebendarsteller | The Fighter                                    | Gewonnen  |
| 2011 | Screen Actors Guild Award                          | Bester Nebendarsteller | The Fighter                                    | Gewonnen  |
| 2011 | Screen Actors Guild Award                          | Bestes Schauspielensemble (mit Mark Wahlberg, Jack McGee, Amy Adams, Melissa Leo) | The Fighter                                    | Nominiert |
| 2011 | Oscar                                              | Bester Nebendarsteller | The Fighter                                    | Gewonnen  |
| 2011 | Saturn Award                                       | Bester Nebendarsteller | The Fighter                                    | Nominiert |
| 2011 | Austin Film Critics Association                    | Bester Nebendarsteller | The Fighter                                    | Gewonnen  |
| 2011 | Boston Society of Film Critics Awards              | Bester Nebendarsteller | The Fighter                                    | Gewonnen  |
| 2011 | Boston Society of Film Critics Awards              | Bestes Schauspielensemble (mit Mark Wahlberg, Jack McGee, Amy Adams, Melissa Leo) | The Fighter                                    | Gewonnen  |
| 2011 | Critics’ Choice Movie Award                        | Bestes Schauspielensemble (mit Mark Wahlberg, Jack McGee, Amy Adams, Melissa Leo) | The Fighter                                    | Gewonnen  |
| 2011 | Critics’ Choice Movie Award                        | Bester Nebendarsteller | The Fighter                                    | Gewonnen  |
| 2011 | Central Ohio Film Critics Association              | Bestes Schauspielensemble (mit Mark Wahlberg, Jack McGee, Amy Adams, Mellisa Leo) | The Fighter                                    | Gewonnen  |
| 2011 | Central Ohio Film Critics Association              | Bester Nebendarsteller | The Fighter                                    | Nominiert |
| 2011 | Kansas City Film Critics Circle Awards             | Bester Nebendarsteller | The Fighter                                    | Gewonnen  |
| 2011 | London Critics Circle Film Awards                  | Bester britischer Schauspieler | The Fighter                                    | Gewonnen  |
| 2011 | Online Film Critics Society Awards                 | Bester Nebendarsteller | The Fighter                                    | Gewonnen  |
| 2011 | Vancouver Film Critics Circle                      | Bester Nebendarsteller | The Fighter                                    | Gewonnen  |
| 2013 | People’s Choice Award                              | Lieblingsactionstar | The Dark Knight Rises                          | Nominiert |
| 2013 | People’s Choice Award                              | Lieblingssuperheld | The Dark Knight Rises                          | Nominiert |
| 2013 | Critics’ Choice Movie Award                        | Bester Schauspieler in einem Actionfilm | The Dark Knight Rises                          | Nominiert |
| 2014 | British Academy Film Award                         | Bester Hauptdarsteller | American Hustle                                | Nominiert |
| 2014 | Golden Globe Award                                 | Bester Hauptdarsteller – Komödie/Musical | American Hustle                                | Nominiert |
| 2014 | Oscar                                              | Bester Hauptdarsteller | American Hustle                                | Nominiert |
| 2014 | Screen Actors Guild Award                          | Bestes Schauspielensemble (mit Amy Adams, Louis C.K., Bradley Cooper, Paul Herman, Jack Huston, Jennifer Lawrence, Alessandro Nivola, Michael Peña, Jeremy Renner, Elisabeth Röhm, Shea Whigham) | American Hustle                                | Gewonnen  |
| 2014 | Critics’ Choice Movie Award                        | Bester Hauptdarsteller | American Hustle                                | Nominiert |
| 2014 | Critics’ Choice Movie Award                        | Bester Schauspieler in einer Komödie | American Hustle                                | Nominiert |
| 2016 | Oscar                                              | Bester Nebendarsteller | The Big Short                                  | Nominiert |
| 2016 | Golden Globe Award                                 | Bester Hauptdarsteller – Komödie/Musical | The Big Short                                  | Nominiert |
| 2016 | British Academy Film Award                         | Bester Nebendarsteller | The Big Short                                  | Nominiert |
| 2016 | Screen Actors Guild Award                          | Bester Nebendarsteller | The Big Short                                  | Nominiert |
| 2018 | Philadelphia Film Critics Circle Awards 2018       | Bester Schauspieler | Vice – Der zweite Mann                         | Gewonnen  |
| 2019 | Critics’ Choice Movie Awards                       | Bester Hauptdarsteller | Vice – Der zweite Mann                         | Gewonnen  |
| 2019 | Critics’ Choice Movie Awards                       | Bester Schauspieler in einer Komödie | Vice – Der zweite Mann                         | Gewonnen  |
| 2019 | Golden Globe Award                                 | Bester Hauptdarsteller – Komödie/Musical | Vice – Der zweite Mann                         | Gewonnen  |
| 2019 | Screen Actors Guild Awards                         | Bester Hauptdarsteller | Vice – Der zweite Mann                         | Nominiert |
| 2019 | Oscar                                              | Bester Hauptdarsteller | Vice – Der zweite Mann                         | Nominiert |
| 2020 | Golden Globe Award                                 | Bester Hauptdarsteller – Drama | Le Mans 66 – Gegen jede Chance                 | Nominiert |